# Старий Гейдельберг
Старий Гейдельберг (англ. Old Heidelberg) — американська мелодрама режисера Джона Емерсона 1915 року.

## У ролях
- Воллес Рід — принц Карл Генріх
- Дороті Ґіш — Кеті Райдер
- Карл Формс — доктор Юттнер
- Еріх фон Штрогейм — Лутц
- Реймонд Веллс — Карл Більз
- Джон МакДермотт — фон Венделл
- Джеймс Гібсон — Келлерман
- Франклін Арбакл — Фріц Райдер — батько Кеті
- Медж Хант — фрау Ганс Райдер — тітка Кеті
- Еріх фон Рітзау — принц Рудольф
- Кейт Тонкрей — фрау Фріца Райдер — мати Кеті
- Гарольд Гудвін — принц Карл в 12 років
- Френсіс Карпентер — принц Карл у 5 років